# Felix Reda
Felix Reda (ur. 30 listopada 1986 w Bonn jako Julia Reda) – niemiecki polityk związany z ruchem Partii Piratów, lider europejskiej federacji młodzieżowej Young Pirates of Europe, poseł do Parlamentu Europejskiego VIII kadencji.

## Życiorys
Po urodzeniu przypisano mu płeć żeńską. Studiował nauki polityczne i dziennikarstwo na Uniwersytecie Jana Gutenberga w Moguncji. W wieku 16 lat wstąpił do Socjaldemokratycznej Partii Niemiec, z której wystąpił w maju 2009, motywując to protestem przeciwko projektowi ustawy proponującemu blokowanie dostępu do serwisów internetowych ze względu na ich zawartość. Następnie dołączył do Niemieckiej Partii Piratów. W latach 2010–2012 pełnił funkcję przewodniczącego jej organizacji młodzieżowej Junge Piraten. W 2013 był wśród założycieli organizacji Young Pirates of Europe, pełnił funkcję jej przewodniczącej.
W 2013 macierzyste ugrupowanie nominowało go na pierwsze miejsce listy wyborczej w wyborach europejskich, w wyniku głosowania z maja 2014 uzyskał mandat eurodeputowanego VIII kadencji. W marcu 2019 wystąpił z Niemieckiej Partii Piratów.
W styczniu 2022 ujawnił się jako transmężczyzna.